# Hans Prünster
Hans Prünster (* 18. Juni 1907 in Riffian; † 31. Januar 2005 in St. Pauls) war ein Südtiroler Maler, Grafiker und Kulturschaffender.

## Leben
Hans Prünster war Sohn von Anna Erb und Hans Prünster und wuchs in Riffian am Mittereggerhof auf. Kindheit und Jugendjahre waren vom Ersten Weltkrieg und von Kargheit und wirtschaftlicher Not geprägt. 1927 leistete Prünster seinen Militärdienst in Verona. 1928–1930 besuchte er die staatliche Gewerbeschule in Bozen. Dort war es ihm möglich, zusätzlich zu den Handwerksfächern auch die Lehrwerkstätten für Malerei und Bildhauerei zu besuchen. 
Von 1936 bis 1938 war er Schüler der Meisterklasse in München. Es erfolgte seine Mitarbeit an Wandgemälden im olympischen Dorf und am Kuppelgemälde im Gärtnerplatztheater München. Aufgrund der schwierigen politischen Lage verbrachte er dann viel Zeit in Meran und verkaufte dort auch eigene Kunstwerke.
1939 kehrte er nach Ausbruch des Zweiten Weltkrieges nach Bozen zurück. Er hatte dort ein kleines Atelier und hielt sich mit Tafelbildern und Grafik materiell über Wasser. Als Mitglied der Arbeitsgemeinschaft der Optanten für Deutschland beteiligte er sich an der Dokumentation Südtiroler Volkskunst im Rahmen des SS-Ahnenerbes und nahm ab 1940 an allen fünf in Innsbruck veranstalteten NS-Gaukunstausstellungen teil.

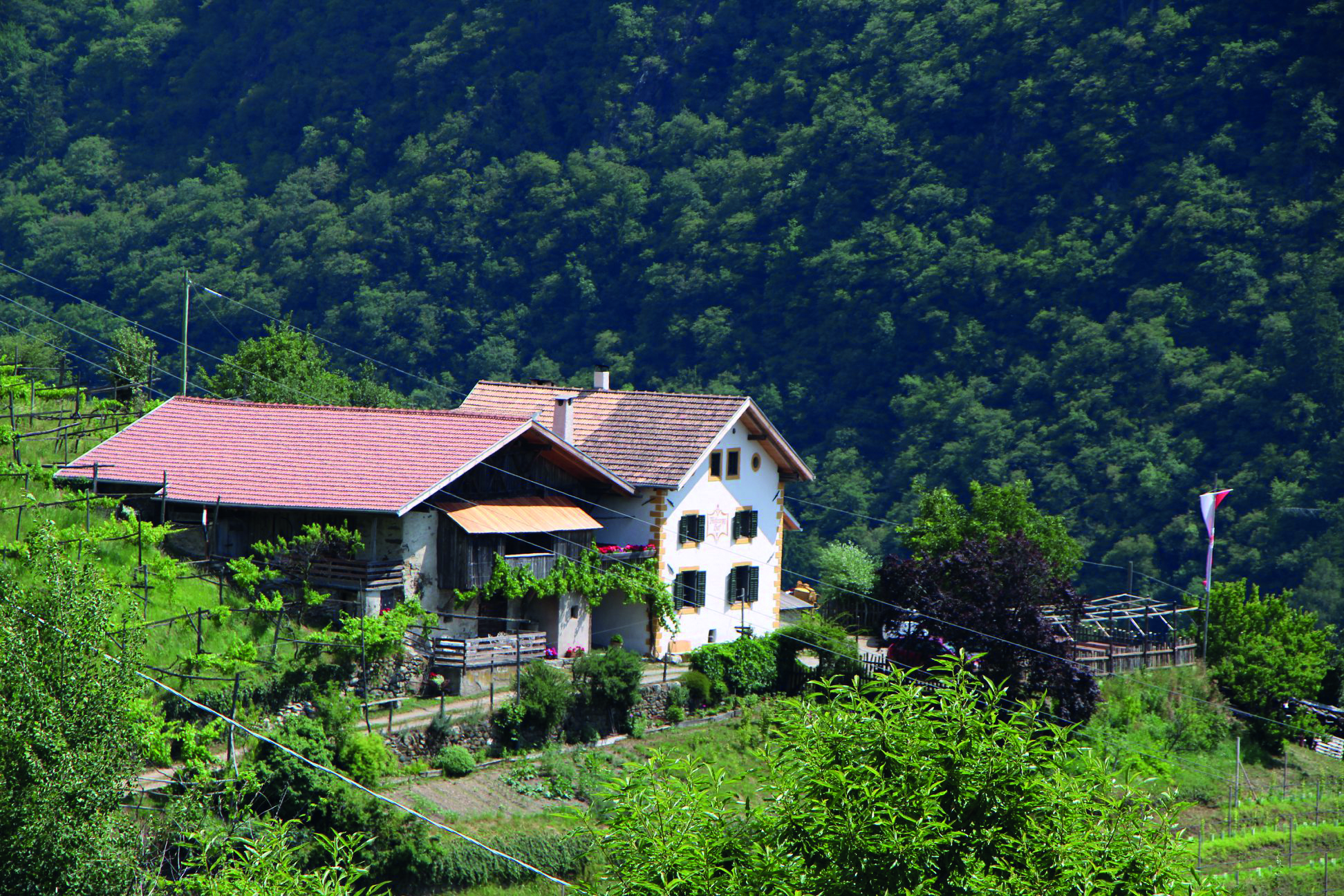
Geburtshaus von Hans Prünster

1943 wurden seine Wohnung und sein Atelier im Bombenhagel vernichtet. Mit seiner gesamten Familie – er war verheiratet mit Gertrud Pause, zusammen hatten sie drei Kinder – ging er daraufhin ins Grödner Tal. Er arbeitete als Holzschnitzer bei der Firma ANRI. Nach der Rückkehr der Familie nach Bozen 1953 wirkte als Zeichenlehrer und Kunsterzieher an der Hauswirtschaftlichen Fortbildungsschule.
Gleichzeitig nahm sein Schaffensprozess wieder neuen Schwung auf. Seine Malerei in Form von Tafelbildern als Aquarell, Pastell in Öl- oder Temperatechnik zeigte er in Einzel- und Gemeinschaftsausstellungen. Besonders angetan hatte es ihm auch die Natur- und Kulturlandschaft rund um seine Heimat, die sich immer wieder in seinen Werken findet.
1959 beendete er den Unterricht an der öffentlichen Schule und widmete sich dem Thema der Wandmalerei. Seine Werke finden sich z. B. im Schulhaus von Girlan oder im Rathaus von St. Ulrich und St. Christina in Gröden. Auch schuf er Arbeiten in Klinkermosaiken, bspw. in der Marienklinik Bozen.
In den nächsten Jahren kam die Glasmalerei hinzu. Er fertigte Bleiglas- oder Betonfenster. Eine Anzahl sakraler und weltlicher Motive finden sich an verschiedenen Orten, wie z. B. im Landtagsgebäude in Bozen oder in der Kapelle der Bozner Marienklinik.
Bis 1992 war er im Südtiroler Künstlerbund maßgebend aktiv und gab dort auch den Anstoß für eine Erneuerung der Strukturen. Viele seiner Werke spiegeln die Studienreisen und Malaufenthalte wieder, von Italien, Frankreich, Jugoslawien und Griechenland über Skandinavien bis nach Brasilien.

## Werke (Auswahl)
- Vogelweiderhof, Öl auf Leinwand, ca. 1940, Im Besitz des Landes Tirol[2]
- Michel Gaismair. Führer im Bauernkrieg 1525, Kohlezeichnung, 1942, in Privatbesitz[3]

## Kulturarbeit
- 1947: Gründungsmitglied der Heimischen Werkstätten Bozen
- 1954: Leiter der Kunstschule des Südtiroler Künstlerbundes
- 1970–1974: Leiter des Südtiroler Künstlerbundes
- Langjähriges Vorstandsmitglied im Museumsverein Bozen

## Auszeichnungen
- 1981: Arvid-Bergham-Heraldiska-Preis, Stockholm, für sein Buch Die Wappen der Gemeinden Südtirols.
- 1981: Walther-von-der-Vogelweide-Preis[4] "in Anerkennung seines künstlerischen Werkes sowie dies langjährigen Einsatzes zur Erhaltung und Förderung kultureller Werte in seiner Heimat".